# Julius Klaproth
Julius Klaproth fue un orientalista alemán nacido en Berlín el 11 de octubre de 1783 y fallecido en París el 28 de agosto de 1835. 

## Biografía
Hijo de Martin Heinrich Klaproth, se dedicó principalmente al estudio de química, física y de las lenguas orientales. Acompañó en 1805 a la embajada enviada por Rusia a China y regresó en 1807 con una biblioteca de libros chinos, manchúes, mongoles y japoneses. Es encargado entonces por la Academia de San Petersburgo para explorar el Cáucaso, lo que hizo de 1808 a 1810. 
A su regreso en 1812, fue nombrado profesor de idiomas asiáticos en Vilna, pero se le impidió tomar posesión de su cargo a causa de la guerra, por lo que se marchó a París en 1815, instalándose allí hasta su muerte.
Julius Klaproth fue, junto a sinólogos como G. Schlegel, Joseph Needham y otros, contrario a la idea de que hubiera posibles lazos entre las culturas china y latinoamericana antes de la llegada de los europeos a América.

## Obra
- Reise in den Kaukasus und Georgien in den Jahren 1807 und 1808 (Halle, 1812–1814; París, 1823)
- Geographisch-historische Beschreibung des ostlichen Kaukasus (Weimar, 1814)
- Tableaux historiques de l'Asie (París, 1826)
- Memoires relatifs a l'Asie (París, 1824–1828)
- Tableau historique, geographique, ethnographique et politique de Caucase (París, 1827)
- Vocabulaire et grammaire de la langue georgienne (París, 1827)
- Annales des empereurs du Japon (Nihon Ōdai Ichiran), 1834[2]

## Fuente
- Esta obra contiene una traducción  derivada de «Julius Klaproth» de Wikipedia en francés, publicada por sus editores bajo la Licencia de documentación libre de GNU y la Licencia Creative Commons Atribución-CompartirIgual 4.0 Internacional.

- Datos: Q77068
- Multimedia: Julius Klaproth / Q77068